# Sígueme
Sígueme es el título del quinto álbum de estudio grabado y realizado por el cantautor español Miguel Gallardo, La compañía discográfica Ariola la lanzó al mercado en 1980. primera para la dicha disquera y grabada en los estudios de grabación en The Music Centre, Red Bus Studios y Farmyard Studios en Londres y producida por Geoff Westley. 
Se destaca por su sonido vanguardista y moderno, ya que en esta ocasión decide dar un giro en su estilo musical, optando por fusionarse con diversas corrientes anglosajonas, con un sonido más a la usanza de exponentes de este tipo de música como Bee Gees, etc.
De este disco se produjeron los sencillos: Y apagó la luz, Seguirá vivo en mí, Hoy quiero inventar una caricia, Amigo mío y Dos.

## Lista de canciones
- Todas las canciones escritas y compuestas por Miguel Gallardo, excepto donde se indica.

| N.º | Título                                | Escritor(es)                                                    | Duración |  |
| 1.  | «Dos» (I Wonder Where You Are)        | Phil Palmer · Paul Bless · Adapt al español: Miguel Gallardo    | 3:15     |  |
| 2.  | «Seguirá vivo en mí»                  | J. Israel · Miguel Gallardo                                     | 5:25     |  |
| 3.  | «Me gusta»                            | Miguel Gallardo                                                 | 4:18     |  |
| 4.  | «Es demasiado tarde»                  | Miguel Gallardo                                                 | 3:44     |  |
| 5.  | «Y apagó la luz»                      | Miguel Gallardo                                                 | 5:00     |  |
| 6.  | «Amigo mío»                           | Miguel Gallardo                                                 | 5:12     |  |
| 7.  | «Comenzar de nuevo» (Começar de nova) | Ivan Lins · Vítor Martins Adapt al español: Miguel Gallardo     | 3:42     |  |
| 8.  | «Sí quieres tú»                       | Miguel Gallardo                                                 | 4:37     |  |
| 9.  | «¿Por qué será?» (Porque será)        | Toquinho · Vinicius de Morães Adapt al español: Miguel Gallardo | 3:47     |  |
| 10. | «Hoy quiero inventar una caricia»     | Miguel Gallardo                                                 | 4:53     |  |

## Créditos y personal

### Músicos
- Paul Keogh: guitarra acústica
- Dick Abel: guitarra acústica en 9
- Phil Palmer: guitarra eléctrica
- Stuart Elliot: batería
- Pete Van Hook: batería en 1
- Andy Brown: bajo
- Paul Westwood: bajo en 9
- Geoff Westley: piano, teclados y coros
- Frank Riccotti, Derek Dowsett: percusión
- Ray Whaley: saxo y clarinete
- Fiachra Trench: dirección de orquesta en 5, 6 y 9.

- Producción y arreglos: Geoff Westley
- Ingenieros: Geoff Calver, Dick Locey, Stephen W. Tyler
- Grabado y mezclado en Red Bus Recording Studio, en The Music Center y en Farm Yard Recording (Londres, Inglaterra).

- Datos: Q6137093